# 기오르기 로리아
기오르기 로리아(조지아어: გიორგი ლორია; 1986년 1월 27일 ~ )는 조지아의 프로 축구 선수이다. 현재 그는 조지아의 FC 디나모 트빌리시에서 골키퍼로 출전하고 있다. 그의 키는 197cm이며 몸무게는 85kg이다. 2014-15 시즌 동안, 로리아는 OFI에서 출전하였지만, 클럽의 재정문제로 인해 시즌 막바지에 퇴출 당하였다. 정보에 따르면 2015년 초반, PAOK F.C.는 로리아와 구두계약을 맺으려 했다.
하지만 그는 그들과 계약을 맺지 않았다.
29살 때, 그는 갑자기 올림피아코스 와로베르토의 백업으로서 계약을 맺게 되었다. 메제리 벌라주가 그릭 자이언트에서 나갔기 때문이다. 로리아는 올림피아코스와 2년 계약을 맺었다. OFI에겐 2014-15 시즌에서 로리아가 최고의 골키퍼를 차지함에 따라 €700,000의 입찰을 수락했다는 소문이 나돌았다.
그러나, 그 선수가 자유이적시장에서 계약한 강한 암시가 있다.
로리아는 개인적 문제와 같은 팀인 스테파노스 카피노와안드레아스 기안니오티스와의 경쟁 심화로 인해 빠르게올림피아코스에서 나왔다. 한편, 로베르토는 의심할 여지 없이 팀의 첫번째 골키퍼이며 트라이로스의 주장이었다. 올림피아코스의 두 젊은 그리스 선수의 발전에 투자하려는 최근 의도는 팀을 떠나려 하는 로리아의 결정에 기여했다. 그 선수와 클럽은 모두 길을 나누는 것이 가장 좋다는 것에 동의하였다. 그는 조금 뒤에 러시아 프리미어리그의 FC 크릴리야 소베토프 사마라와 계약을 맺었다.
그는 또한 조지아의 국가대표팀으로도 출전한다. 기오르기 로마이아의 나쁜 영향으로 인해, 로리아는 2010년 FIFA 월드컵 예선에서 처음으로 두 경기를 가졌다.

## 수상 경력
디나모 트빌리시
- 조지아 리그 (3) : 2007–08, 2012–13, 2013–14; 준우승 2006–07, 2008-09, 2009-10, 2010-11
- 조지아 컵 (3) : 2009, 2013, 2014; 준우승 2010
- 조지아 슈퍼 컵: 2008, 2006; 준우승 2010, 2014